# پیشتازان فضا: فیلم
«پیشتازان فضا: فیلم» (انگلیسی: Star Trek: The Motion Picture) فیلمی در ژانر علمی–تخیلی و ماجرایی به کارگردانی رابرت وایز است که در سال ۱۹۷۹ منتشر شد.
«پیشتازان فضا: فیلم» نخستین اثر سینمایی از مجموعهٔ علمی‌تخیلی «پیشتازان فضا» است که در سال ۱۹۷۹ به کارگردانی رابرت وایز و تهیه‌کنندگی جین رادن‌بری ساخته شد.  این فیلم با بازی بازیگران اصلی سریال تلویزیونی اصلی، از جمله ویلیام شاتنر (کاپیتان کرک)، لئونارد نیموی (آقای اسپاک) و دفورست کلی (دکتر مک‌کوی)، داستانی حماسی در قرن ۲۳ را روایت می‌کند. 
فیلم به موضوعاتی چون هوش مصنوعی، معنای زندگی و ارتباط انسان با فناوری می‌پردازد. 
این فیلم نخستین اثر سینمایی بود که پس از یک دهه از پایان سریال تلویزیونی، با حضور بازیگران اصلی ساخته شد.  
داستان فیلم از قسمت‌های «دگرپیکر» (The Changeling) و «یکی از سیارات ما گم شده» (One of Our Planets Is Missing) الهام گرفته شده است. 
شخصیت «ایلایا» توسط پرسیس خنبته، بازیگر هندی، ایفا شد که برای نقش خود موهایش را تراشید.
خلاصه داستان:
در دههٔ ۲۲۷۰، یک ابر عظیم انرژی به نام «ویجر» (V'Ger) در حال حرکت به سوی زمین است و در مسیر خود همه چیز را نابود می‌کند.  ناوگان فضایی «اینترپرایز» که به‌تازگی بازسازی شده، به فرماندهی دریاسالار کرک مأمور می‌شود تا منشأ این تهدید را کشف کرده و زمین را نجات دهد.  در جریان این مأموریت، خدمهٔ اینترپرایز با موجودی ماشینی مواجه می‌شوند که در واقع همان فضاپیمای «وویجر ۶» ناسا است که پس از عبور از یک سیاه‌چاله، توسط موجوداتی ماشینی ارتقاء یافته و به موجودی هوشمند تبدیل شده است. 

## تولید و پیش‌زمینه
پس از لغو سریال تلویزیونی «پیشتازان فضا» در سال ۱۹۶۹، رادن‌بری تلاش کرد تا مجموعه را از طریق یک فیلم سینمایی ادامه دهد.  با موفقیت فیلم‌هایی چون «جنگ ستارگان» و «برخورد نزدیک از نوع سوم»، پارامونت تصمیم گرفت پروژهٔ تلویزیونی «فاز دوم» را لغو کرده و به‌جای آن فیلمی سینمایی تولید کند.  فیلم‌برداری از اوت ۱۹۷۸ آغاز شد و با چالش‌های متعددی از جمله بازنویسی‌های مکرر فیلمنامه و مشکلات فنی در جلوه‌های ویژه مواجه بود. 

## موسیقی و جلوه‌های ویژه
موسیقی متن فیلم توسط جری گلدسمیت ساخته شد که همکاری او با مجموعهٔ «پیشتازان فضا» تا سال ۲۰۰۲ ادامه یافت.  پس از ناکامی پیمانکاران اولیه در تحویل به‌موقع جلوه‌های ویژه، داگلاس ترومبول مسئولیت تکمیل آن‌ها را بر عهده گرفت تا فیلم در موعد مقرر اکران شود.

## مشروح داستان
در سدهٔ بیست‌وسوم میلادی، ایستگاه نظارتی ناوگان ستاره‌ای با نام «اپسیلون ناین» موجودی بیگانه را شناسایی می‌کند که درون ابری عظیم از انرژی پنهان شده و به‌سوی زمین در حرکت است. این ابر در مسیر خود به‌آسانی سه ناو جنگی کلینگان و ایستگاه اپسیلون ناین را نابود می‌کند. در زمین، سفینهٔ فضایی «اینترپرایز» تحت بازسازی گسترده‌ای قرار دارد. فرمانده پیشین آن، جیمز تی. کرک، به درجهٔ دریابانی ترفیع یافته است. فرماندهی ناوگان ستاره‌ای مأموریت رهگیری این ابر بیگانه را به «اینترپرایز» می‌سپارد، چرا که تنها سفینهٔ در دسترس در آن محدوده است و ناگزیر باید سامانه‌های تازه‌اش در حین سفر آزمایش شوند.
کرک با استناد به تجربه‌اش، از اختیار خود برای تصرف فرماندهی استفاده می‌کند و این اقدام موجب ناراحتی کاپیتان ویلارد دکر می‌شود، کسی که تا آن زمان به‌عنوان فرمانده جدید بر روند بازسازی نظارت داشته است. آزمایش سامانه‌های تازهٔ «اینترپرایز» با مشکلاتی همراه می‌شود: دو افسر، از جمله افسر علمی ولکانی کشتی، سوناک، بر اثر نقص در دستگاه جابجایی (ترنسپورتر) کشته می‌شوند و تنظیمات نادرست پیشرانه‌ها، سفینه را در آستانهٔ نابودی قرار می‌دهد. ناآشنایی کرک با سامانه‌های جدید، تنش میان او و دکر را افزایش می‌دهد، به‌ویژه که دکر به‌طور موقت به مقام فرمانده دوم تنزل یافته است. در همین حال، فرمانده اسپاک به‌عنوان افسر علمی جایگزین وارد می‌شود و توضیح می‌دهد که در زادگاهش، در جریان آیینی برای رهایی از احساسات، آگاهی‌ای را حس کرده که گمان می‌کند از سوی همان ابر انرژی ساطع می‌شده است. این احساس ارتباط، مانع از تکمیل آیین او شده چرا که نیمهٔ انسانی‌اش به آن واکنش احساسی نشان داده است.
«اینترپرایز» سرانجام با ابر انرژی برخورد می‌کند و هدف حملهٔ یک سفینهٔ بیگانه قرار می‌گیرد. یک کاوشگر در عرشهٔ فرماندهی ظاهر می‌شود، به اسپاک حمله می‌کند و ناوبری به‌نام «ایلایا» را می‌رباید. سپس، نسخه‌ای ماشینی از ایلایا به کشتی بازگردانده می‌شود که از سوی موجود بیگانه برای مطالعهٔ «واحدهای کربنی» (انسان‌ها) فرستاده شده است. این موجود خود را «ویجر» (V'Ger) می‌نامد. دکر که با ایلایا پیش‌تر رابطه‌ای عاشقانه داشته، از ناپدید شدن او دل‌آزرده می‌شود و هنگام تلاش برای ارتباط با همزاد ماشینی‌اش، که خاطرات و احساسات ایلایا را در خود دارد، دچار پریشانی می‌گردد. اسپاک به‌طور غیرمجاز پیاده‌روی فضایی انجام می‌دهد و با درون سفینهٔ بیگانه تماس ذهنی برقرار می‌کند. او درمی‌یابد که کل این سفینهٔ عظیم در حقیقت «ویجر» است، یک ماشین زندهٔ غیرزیستی.
در مرکز این سفینه، فاش می‌شود که «ویجر» همان «وویجر ۶» است، یکی از کاوشگرهای ناسا از برنامهٔ وویجر در سدهٔ بیستم که گمان می‌رفت در یک سیاه‌چاله نابود شده است. این کاوشگر آسیب‌دیده توسط نژادی از ماشین‌های زنده یافت شد که برنامه‌اش را همچون فرمانی برای یادگیری کامل جهان و بازگشت به سوی آفریننده‌اش تفسیر کردند. این موجودات، کاوشگر را ارتقاء دادند تا بتواند مأموریتش را کامل کند و در مسیر بازگشت چنان دانش انباشته‌ای کسب کرد که به آگاهی دست یافت. اسپاک درمی‌یابد که ویجر نمی‌تواند برای خود هدفی جز مأموریت اولیه تعریف کند و اکنون که همه‌چیز را آموخته، وجود خود را بی‌معنا می‌یابد. پیش از آن‌که اطلاعات خود را منتقل کند، ویجر خواستار حضور فیزیکی «آفریننده» برای تکمیل دنبالهٔ مأموریت می‌شود. خدمهٔ اینترپرایز درمی‌یابند که انسان‌ها همان آفریننده‌اند. دکر داوطلب می‌شود که با ویجر یکی شود؛ او با همزاد ایلایا و ویجر درهم می‌آمیزد و موجودی نوین خلق می‌شود که در فضا ناپدید می‌گردد. زمین نجات می‌یابد و کرک فرمان حرکت اینترپرایز به‌سوی مأموریت‌های آینده را صادر می‌کند.

## واکنش‌ها و میراث
فیلم در ۷ دسامبر ۱۹۷۹ در آمریکای شمالی اکران شد و با فروش ۱۳۹ میلیون دلاری در جهان، به‌رغم هزینهٔ تولید ۴۴ میلیون دلاری، سودآور بود.  با این حال، نقدهای متفاوتی دریافت کرد؛ برخی از منتقدان از کمبود صحنه‌های اکشن و تمرکز بیش از حد بر جلوه‌های ویژه انتقاد کردند.  این فیلم نامزد سه جایزهٔ اسکار در بخش‌های بهترین موسیقی، بهترین جلوه‌های ویژه و بهترین طراحی صحنه شد. 

## نسخهٔ کارگردان
در سال ۲۰۰۱، رابرت وایز نسخهٔ کارگردان فیلم را برای انتشار در قالب دی‌وی‌دی بازبینی کرد که شامل صحنه‌های جدید، جلوه‌های ویژهٔ رایانه‌ای و تدوین مجدد بود.  این نسخه مورد استقبال بیشتری قرار گرفت و به درک بهتر داستان کمک کرد.

## بازیگران
- دی‌فارست کلی
- جیمز دوهان
- جرج تاکی
- استیون کالینز
- ویلیام شاتنر
- لئونارد نیموی
- ماژل برت
- گریس لی ویتنی
- مارک لنارت
- پرسیس کامباتا
- کورنبرگ آرون براون
- والتر کونیگ

## جوایز
این فیلم کاندیدای ۳ اسکار (کاندیدای اسکار بهترین موسیقی متن-کاندیدای اسکار بهترین جلوه‌های ویژه-کاندیدای اسکار بهترین طراحی هنری) در سال ۱۹۸۰ شد.